# تصوير الصفن بالأمواج فوق الصوتية
تصوير الصفن بالأمواج فوق الصوتية (أو التصوير عبر الصفن، بالإنجليزية: Scrotal ultrasound) فحص طبي بالأمواج فوق الصوتية للصفن يُستخدم لتقييم ألم الخصية ويساعد في التحري عن الكتل الصلبة.

## الاستطبابات
قاد تطور أساليب التصوير الجديدة مثل التصوير المقطعي المحوسب والتصوير بالرنين المغناطيسي إلى دخول حقبة جديدة في التصوير الطبي، لكن بقي التصوير عالي الدقة بالأمواج فوق الصوتية طريقة التصوير الأولى والمُختارة لتقييم أمراض كيس الصفن. تسبب العديد من العمليات المرضية مثل انفتال الخصيتين والتهاب البربخ والخصية والورم داخل الخصية حدوث الألم، وهو العرض الشائع المرافق للمرض في أول تظاهراته، ومن المهم التفريق بين هذه الحالات والأمراض لتحديد العلاج المناسب.
يساعد التصوير عالي الدقة بالأمواج فوق الصوتية على توصيف بعض الآفات داخل الصفن بشكل أفضل، ويقترح المزيد من التشاخيص النوعية، وذلك يقود إلى تحديد العلاجات الملائمة وتجنب الجراحات غير الضرورية لعلاج بعض الأمراض.

## تقنية التصوير
يجب إجراء جس دقيق لمحتويات الصفن وأخذ القصة المرضية قبل التصوير بالأمواج فوق الصوتية في أي فحص صفني. يُفحص المرضى عادةً بوضعية الاستلقاء الظهري مع منشفة تُلف حول الفخذين لدعم الصفن، وينبغي دائمًا استخدام الهلام الدافئ لأن البرودة قد تثير استجابةً مشمريةً تؤدي إلى ثخانة جدار الصفن، ويصبح الفحص الشامل عندها صعب الإجراء.
يُستخدم محول طاقة شعاعي خطي شبه بؤري عالي الدقة بتردد 7.5 ميغا هرتز أو أكثر لتأمين صور عالية الدقة لمحتويات الصفن. يمكن الحصول على صور للصفن وكلا المنطقتين الإربيتين بالمقطعين العرضي والطولي.
يُجرى تاليًا الفحص بالدوبلر الملون والدوبلر النبضي الذين خضعا لتحسينات لعرض سرعات التدفق المنخفضة وإظهار تدفق الدم في الخصيتين والأنسجة المحيطة بالصفن. ينبغي فحص الجانب غير العرضي أولًا للتأكد من الضبط الملائم لمقاييس التدفق عند تقييم حالة الصفن الحاد.
يمكن الحصول على صورة عرضانية لكامل الخصيتين أو جزء منهما في مجال الرؤية للسماح بمقارنة حجمهما وصدويتهما وتوعيتهما على كلا الجانبين، ويمكن الحصول أيضًا على مستويات رؤية أخرى عند قيام المريض بمناورة فالسالفا.

## التشريح
تبدو الخصية الطبيعية عند البالغ بنيةً بيضويةً تقيس 3 سم على القطر الأمامي الخلفي و2-4 سم عرضًا و3-5 سم طولًا، ويتراوح وزنها بين 12.5-19 غرامًا، ويتناقص حجم ووزن الخصيتين بشكل طبيعي مع تقدم السن.
تُظهر الخصية الطبيعية عند التصوير بالأمواج فوق الصوتية نسيجًا صدويًا حبيبيًا متوسط المستوى متجانس المظهر، وتحاط بمحفظة ليفية بيضاء كثيفة تسمى الغلالة البيضاء لا يمكن رؤيتها غالبًا في غياب السائل داخل الصفن. تبدو هذه الغلالة على شكل بنية صدوية تتغلغل في الخصية لتشكل نسيجًا منصفيًا خصيويًا.
تتلاقى النبيبات المنوية في الخصية لتشكل الشبكة الخصوية التي تتوضع في النسيج المنصفي الخصوي. تتصل هذه الشبكة مع البربخ عبر الأقنية الصادرة. يقع البربخ على الوجه الخلفي الوحشي للخصية ويقيس طوله 6-7 سم، ويظهر على الأمواج فوق الصوتية سوي أو مفرط الصدى نسبةً إلى الخصية الطبيعية، وقد يكون نسيجه أكثر خشونةً صدويًا. يشكل رأس البربخ أكبر أجزائه وأسهلها تحديدًا، ويقع في الجزء العلوي الجانبي من القطب العلوي للخصية، ويشاهد غالبًا على المقاطع جانب المنصفية، بينما يكون جسم البربخ وذيله أصغر من الرأس ولا يملكان موقعًا ثابتًا.
تحصل الخصية على ترويتها الدموية من الشرايين الأسهرية والمشمرية والخصوية. ينشأ شريانا الخصية الأيمن والأيسر (وهما فرعان من الأبهر البطني) أقصى الشريانين الكلويين، موفرين بذلك الإمداد الدموي البدئي للخصيتين. تعبر الشرايين القناة الإربية مع الحبل المنوي إلى الوجه الخلفي العلوي للخصية، وينقسم الشريان الخصوي عند وصوله إلى فروع تخترق الغلالة البيضاء وتتفرع على سطح الخصية مشكلةً ما يسمى الغلالة الوعائية. تحمل الشرايين الجابذة المتفرعة من الشرايين المحفظية الدم باتجاه المنصف، إذ تنقسم لتشكل الشعبة الراجعة الحاملة للدم خارج المنصف باتجاه الخصية. تأتي تروية البربخ والأسهر والأنسجة حول الخصية من الشريان الأسهري (وهو فرع من الشريان الحويصلي العلوي) والشريان المشمري (وهو فرع من الشريان الشرسوفي السفلي).
وُصفت أربعة ملحقات خصوية: الزائدة الخصوية والبربخية والأسهرية والبريبخ، وهي جميعًا بقايا من القناة الجنينية. تظهر الزائدة الخصوية والبربخية عادةً على الأمواج فوق الصوتية من بين الملحقات الأخرى. تمثل الزائدة الخصوية بقايا القناة الموليرية، وتتألف من نسيج ليفي وأوعية دموية تغلفها ظهارة عمودية، وتتصل بالقطب العلوي من الخصيتين لتمتد في الثلم بين الخصيتين والبربخ. تتصل الزائدة البربخية برأس البربخ. يبدأ الحبل المنوي في الحلقة الإربية العميقة وينزل عموديًا إلى الصفن حاملًا الأسهر والشريان الخصوي والضفيرة الدوالية والعصب الفخذي التناسلي والأوعية اللمفاوية.

## الأورام ضمن الخصية
يُشكل تقييم وجود أورام ضمن الخصية أهم استطبابات التصوير بالأمواج فوق الصوتية بعد كشف ضخامة صفنية أو شذوذ مجسوس في الفحص الجسدي. من المعروف أن وجود كتلة صلبة منعزلة ضمن الخصية يرفع الشك بوجود خباثة، بينما تحمل الغالبية العظمى من الكتل خارج الخصية صفات حميدة.

### أورام الخلايا المنتشة
يمكن تقسيم الخباثات البدئية ضمن الخصية إلى أورام الخلايا المنتشة وأورام الخلايا غير المنتشة. تُصنف أورام الخلايا المنتشة أيضًا إلى أورام منوية وغير منوية. تشمل أورام الخصية الخبيثة الأخرى الأورام ذات المنشأ السدوي الغدي التناسلي واللمفومات وابيضاض الدم والنقائل.

#### الورم المنوي
تشكل أورام الخلايا المنتشة 95% من أورام الخصية الخبيثة، وأشيعها الورم المنوي الذي يشكل 30-35% من أورام الخلايا الجنسية. تظهر أورام الخلايا المنوية بعمر أكبر قليلًا من بقية الأورام غير المنوية، وتحدث ذروة الإصابة في العقدين الرابع والخامس. تُعد هذه الأورام أقل غزوًا من بقية أورام الخصية وتكون محددةً عادةً ضمن الغلالة البيضاء عند كشف الحالة.
تترافق الأورام المنوية مع الإنذار الأفضل لأنها حساسة للإشعاع والعلاج الكيميائي.
تمثل الأورام المنوية أشيع الأنماط الورمية في الخصى الهاجرة، وتزداد فرصة حدوثها لدى المصابين بالخصى غير النازلة حتى بعد عملية تثبيت الخصية. يرتفع معدل وقوع الخباثات في الخصية المقابلة أيضًا، وبالتالي يُستخدم التصوير بالأمواج فوق الصوتية أحيانًا لكشف الأورام الخفية في الخصية الثانية. تظهر الأورام المنوية على الأمواج فوق الصوتية بشكل أورام كبيرة الحجم ناقصة الصدى متجانسة المظهر، وقد تكون أكثر تغايرًا. تنحصر الأورام المنوية عادةً ضمن الغلالة البيضاء، ونادرًا ما تمتد إلى البنى حول الخصوية. لوحظ حدوث انتقالات لمفاوية إلى العقد اللمفاوية خلف البريتوان ونقائل دموية إلى الرئة والدماغ أو كليهما في 25% من الحالات عند الكشف عن الورم.

#### أورام الخلايا المنتشة غير المنوية
تؤثر أورام الخلايا المنتشة غير المنوية على الرجال في العقد الثالث من االعمر. إن وجود أي نمط خلوي غير منوي في ورم الخلايا المنتشة الخصوية ينقل تصنيف الورم نسيجيًا إلى الأورام غير المنوية حتى إذا كانت أغلب الخلايا تنتمي إلى الورم المنوي.
تشمل هذه الأنماط الفرعية ورم الكيس المحي وسرطانة الخلايا الجنينية والسرطانة المسخية والورم المسخي والسرطانة المشيمائية. تبدو الأورام غير المنوية سريريًا بشكل أورام خلايا منتشة لا منوية مع أنماط خلوية عديدة بنسب مختلفة.

#### سرطانة الخلايا الجنينية
تتفوق سرطانات الخلايا الجنينية على الأورام المنوية بالخصائص العدائية، وتحدث عادةً لدى الرجال في العقد الرابع من العمر. يندر حدوث أورام الخلايا الجنينية النقية مع أنها ثاني أشيع الأورام الخصوية بعد الورم المنوي، وتشكل فقط نحو 3% من أورام الخلايا المنتشة غير المنوية. تحدث أغلب الحالات بالتشارك مع أنماط خلوية أخرى. يغلب أن تظهر سرطانات الخلية الجنينية على شكل آفات ناقصة الصدوية ذات حواف سيئة التحديد مع نسيج صدوي غير متجانس عند التصوير بالأمواج فوق الصوتية.
يشيع ظهور بؤر صدوية ناجمة عن النزف والتكلسات والتليفات المرافقة للورم. تحوي 20% من سرطانات الخلايا الجنينية محتويات كيسية. قد يغزو الورم الغلالة البيضاء ما يسبب تشوهًا محيطيًا للخصيتين.